# Kanton Castanet-Tolosan
Kanton Castanet-Tolosan (francouzsky Canton de Castanet-Tolosan) je francouzský kanton v departementu Haute-Garonne v regionu Midi-Pyrénées. Tvoří ho 15 obcí.

## Obce kantonu
- Aureville
- Auzeville-Tolosane
- Auzielle
- Castanet-Tolosan
- Clermont-le-Fort
- Goyrans
- Labège
- Lacroix-Falgarde
- Mervilla
- Péchabou
- Pechbusque
- Rebigue
- Saint-Orens-de-Gameville
- Vieille-Toulouse
- Vigoulet-Auzil